# Immunology and Allergy Clinics of North America
Immunology and Allergy Clinics of North America, abgekürzt Immunol. Allerg. Clin. North Am., ist eine wissenschaftliche Fachzeitschrift, die vom Elsevier-Verlag veröffentlicht wird. Derzeit erscheint die Zeitschrift mit vier Ausgaben im Jahr. Es werden Arbeiten aus den Bereichen der Allergie und Immunologie veröffentlicht.
Der Impact Factor lag im Jahr 2014 bei 1,818. Nach der Statistik des ISI Web of Knowledge wird das Journal mit diesem Impact Factor in der Kategorie Allergie an 16. Stelle von 24 Zeitschriften und in der Kategorie Immunologie an 119. Stelle von 148 Zeitschriften geführt.